# Åke Sundén
Åke Unosson Sundén,  född 19 april 1915 i Härnösands församling i Västernorrlands län, död 13 maj 2000 i Sollentuna församling i Stockholms län, var en svensk flygvapenofficer och flygtekniker.

## Biografi
Sundén kom in som reservofficer i Flygvapnet 1936 och blev löjtnant 1938. Åke Sundén var den första att flyga Saab 21R, Sveriges första reaflygplan. Han var även den tredje provflygaren att flyga Saab 29 Tunnan. Under kriget flög han bland annat Messerschmitt Bf 109, och fick där idén till Tunnans vinklade styrspak. 
Mellan åren 1957 och 1958 var Sundén flottiljchef för Skaraborgs flygflottilj (F 7). Därefter följde flera år av meriterad flyglärargärning och provflygverksamhet innan han i teknisk tjänst i Flygförvaltningen var med om att driva igenom Viggen-projektet.
År 1967 utsågs Sundén till generaldirektör för Flygtekniska försöksanstalten där han verkade till 1981. Efter pensioneringen var han rådgivare i Försvarsdepartementet samt ordförande i Föreningen Armé- Marin- och Flygfilm 1971–1996. Åke Sundén invaldes som ledamot av Kungliga Krigsvetenskapsakademien 1961. Han tilldelades 1967 Thulinmedaljen i guld. Sundén är begravd på Arvika kyrkogård.

## Utmärkelser
- Kommendör av första klass av Nordstjärneorden, 18 november 1971.[3]

### Webbkällor
- KKrVAHT nr 6/2000: Minnesteckningar över bortgångna ledamöter